# Suriname hívójelkörzetei
Suriname hívójelkörzetei igazodnak az ország régionális határaihoz.
Suriname számára az ITU a PZ hívójelprefixeket határozta meg.

## Suriname hívójelkörzetei[1][2][3]
| Prefix | Körzet | Hely/Jelleg                                     |
| ------ | ------ | ----------------------------------------------- |
| PZ     | *      | Suriname                                        |
| PZ     | 0      | Speciális állomások                             |
| PZ     | 1      | Paramaribo                                      |
| PZ     | 1      | Wanica                                          |
| PZ     | 2      | Nickerie                                        |
| PZ     | 3      | Coronie                                         |
| PZ     | 4      | Saramacca                                       |
| PZ     | 5      | Ideiglenes hívójelek külföldi látogatók számára |
| PZ     | 6      | Para                                            |
| PZ     | 7      | Brokopondo                                      |
| PZ     | 8      | Commewijne                                      |
| PZ     | 9      | Marowijne                                       |

## Lajstromjel
Vízi és légi járművek lajstromjelezéséhez a PZ prefixet használják.